# Luigi-Insel
Die Luigi-Insel (russisch Остров Луиджи, Ostrow Luidschi) ist eine unbewohnte Insel des zu Russland gehörenden arktischen Franz-Josef-Lands.

## Geographie
Die Luigi-Insel liegt zentral im Archipel Franz-Josef-Land. Innerhalb der Zichy-Gruppe ist sie die westlichste Insel. Sie grenzt im Süden an den Markham-Sund (Proliw Markama) und im Westen an den Britischen Kanal (Britanski Kanal). Zwischen Kap Armitage im Westen und Kap Savoyen im Osten hat die Insel eine Länge von 35 Kilometern. In Nord-Süd-Richtung ist sie 18,5 Kilometer breit. Die Rautenform der Luigi-Insel wird durch zwei Buchten gestört – die Tweediebucht (Saliw Twidi) im Südwesten und die Burkebucht (Saliw Burke) im Norden. Die Insel ist fast vollständig vergletschert, nur einzelne, sich meist steil erhebende Kaps an den Küsten und Felsen im Inland ragen aus dem Eis empor. Der namenlose höchste Punkt liegt 468 Meter über dem Meeresspiegel.
Benachbarte Inseln sind die Salisbury-Insel im Nordosten, von der sie durch den Brown-Kanal (Proliw Brauna) getrennt ist, und die Champ-Insel im Südosten.

## Geschichte
Die Insel wurde 1874 von der Österreichisch-Ungarischen Nordpolexpedition unter Leitung von Carl Weyprecht und Julius Payer entdeckt. Teile ihrer Südküste wurden von Payer als Küstenlinie eines größeren „Zichy-Lands“ grob skizziert. Die Jackson-Harmsworth-Expedition von 1894 bis 1897 kartierte den Westteil der Insel. Einen weiteren Beitrag zur Kartierung leistete die Nordpolexpedition von Luigi Amedeo di Savoia-Aosta mit der Stella Polare in den Jahren 1899 und 1900. Auf der Karte der Baldwin-Ziegler-Expedition (1901–1902) bildet eine Robert-Scott-Insel den Südteil des früheren „Zichy-Lands“. Erst Russell Porter von der Fiala-Ziegler-Expedition erkannte, dass sie aus zwei Inseln besteht, von denen die westliche nach Luigi Amedeo benannt wurde, die östliche nach William S. Champ, dem persönlichen Sekretär William Zieglers.